# Parranquet
Parranquet – miejscowość i gmina we Francji, w regionie Nowa Akwitania, w departamencie Lot i Garonna.
Według danych na rok 1990 gminę zamieszkiwało 127 osób, a gęstość zaludnienia wynosiła 13 osób/km² (wśród 2290 gmin Akwitanii Parranquet plasuje się na 1049. miejscu pod względem liczby ludności, natomiast pod względem powierzchni na miejscu 1077.).